# Lista monedelor metalice sovietice
Monedele metalice sovietice constituie una din reprezentările fizice, împreună cu bancnotele, ale monedei Uniunii Republicilor Sovietice Socialiste.

## Unitatea monetară sovietică
Rubla sovietică (SUR)  a fost deviză  a URSS din 1922 până la dizolvarea acesteia, în 1991.
Rubla sovietică a înlocuit vechea rublă imperială rusă și a fost înlocuită de rubla rusă, precum și de celelalte monede ale noilor state apărute pe fostul teritoriu sovietic, după disoluția Uniunii Sovietice.
Rubla sovietică era împărțită în 100 de copeici.

## Piesele de monedă sovietice

### Seria după Al  Doilea Război Mondial
- Piesa  de 1 copeică (1948-1956) din aluminiu-bronz
- Piesa de 2 copeici (1948-1956) din aluminiu-bronz
- Piesa de 3 copeici (1948-1956) din aluminiu-bronz
- Piesa de 5 copeici (1948-1956) din aluminiu-bronz
- Piesa de 10 copeici (1948-1956) din cupro-nichel
- Piesa de 15 copeici (1948-1956) din cupro-nichel
- Piesa de 20 copeici (1948-1956) din cupro-nichel.

### Seria 1957
- Piesa de 1 copeică (1957) din aluminiu-bronz
- Piesa de 2 copeici (1957) din aluminiu-bronz
- Piesa de 3 copeici (1957) din aluminiu-bronz
- Piesa de 5 copeici (1957) din aluminiu-bronz
- Piesa de 10 copeici (1957) din cupro-nichel
- Piesa de 15 copeici (1957) din cupro-nichel
- Piesa de 20 copeici (1957) din cupro-nichel

### Seria după denominalizarea din 1961
- Piesa de 1 copeică (1961-1988) din aluminiu-bronz
- Piesa de 2 copeici (1961-1985) din aluminiu-bronz
- Piesa de 3 copeici (1961-1978) din aluminiu-bronz
- Piesa de 5 copeici (1961-1978) din aluminiu-bronz
- Piesa de 10 copeici (1961-1981) din cupro-nichel-zinc
- Piesa de 15 copeici(1961-1978) din cupro-nichel-zinc
- Piesa de 20 copeici (1961-1978) din cupro-nichel-zinc
- Piesa de 50 copeici (1961) din cupro-nichel-zinc
- Piesa de 50 copeici (1964-1978) din cupro-nichel-zinc
- Piesa de 1 rublă (1961) din cupro-nichel-zinc
- Piesa de 1 rublă (1964-1978) din cupro-nichel-zinc.